# Улица Академика Флёрова
Улица Академика Флёрова — улица на севере Москвы в районе Северный Северо-Восточного административного округа. Между Новодачным и Долгопрудненским шоссе.

## Происхождение названия
Проектируемый проезд № 5557 получил название улица Академика Флёрова в октябре 2016 года. Улица получила имя советского физика-ядерщика, сооснователя Объединённого института ядерных исследований в Дубне академика Георгия Флёрова (1913—1990).

## Описание
Улица начинается от Новодачного шоссе, проходит на северо-восток до Долгопрудненского шоссе недалеко от пересечения последнего с Дмитровским шоссе.

## Общественный транспорт
- Автобусы:
  - № 456, 836, 843 — в обе стороны.
  - № 867 — только в южном направлении.